# Львов, Андрей Лаврентьевич
Андрей Лаврентьевич Львов (1751—1823) — генерал-майор, тайный советник, сенатор, глава Нижегородской, Тамбовской и Калужской губерний.

## Биография
Сын смоленского губернского прокурора Лаврентия Иосифовича Львова, из брянских Львовых. Его братья: Илья, Сергей (1740—1812, генерал от инфантерии, командир Белорусского егерского корпуса), Василий (малоярославецкий предводитель дворянства), Михаил (1757—1825, генерал-майор флота).
Образование получил в Сухопутном шляхетном кадетском корпусе, из которого выпущен 26 февраля 1770 года подпоручиком в лейб-гвардии Измайловский полк. В 1772 году в качестве волонтёра находился в дивизии А. В. Суворова и сражался в Польше с конфедератами, за отличие получил чин поручика.
В 1773 году перешёл секунд-майором в Бахмутский гусарский полк и принимал участие в делах с турками на Дунае, в 1775 году находился при занятии Крыма.
В 1784 году произведён в подполковники и переведён в Константиноградский легкоконный полк, с которым принял участие в русско-турецкой войне. 14 апреля 1789 года был награждён орденом св. Георгия 4-й степени (№ 277 по кавалерскому списку Судравского и № 593 по списку Григоровича — Степанова)
За отличную храбрость, оказанную при атаке крепости Очакова.
В 1789 году Львов находился при осаде Аккермана и Бендер и 2 декабря того же года получил чин полковника. В 1790 году при штурме крепости Измаила командовал колонной, направленной к Бросским воротам вдоль берега Дуная. Был ранен в голову и левое плечо, 3 марта 1791 года за отличие при штурме произведён в бригадиры. В кампании следующего года Львов сражался с турками под Бабадагом и Мачином и был пожалован золотой саблей с надписью «За храбрость». В 1792 году находился в отряде, сопровождавшем в Константинополь русское посольство во главе с М. И. Кутузовым, направленное в для заключения Ясского мира.
В 1794 году Львов сражался в Польше с повстанцами Костюшко, отличился в сражении при Кобылке, где был контужен ядром в правое бедро, за отличие получил орден Св. Владимира 3-й степени.
В 1797—1798 годах Нижегородский губернатор (по другим данным 6 апреля 1797 г. произведен в генерал-майоры и назначен шефом Киевского кирасирского полка). 30 сентября 1798 года Львов вышел в отставку по болезни и был принят ко Двору с чином шталмейстера, также он был награждён орденом Св. Иоанна Иерусалимского.
В 1801—1802 годах Тамбовский, с 1802— по 3 января 1811 года Калужский губернатор.
В 1804 году Львов перешёл на службу в Московскую комиссариатскую контору и в марте 1805 года получил чин тайного советника. В декабре 1806 года участвовал в формировании Московской земской милиции. С 3 января 1811 года был присутствующим в Московских департаментах Сената.
По опубликовании в 1812 году Манифеста о созыве внутреннего ополчения Львов 21 июля был избран предводителем ополчения Калужской губернии. Сражался с французами в Боровском и Малоярославецском уездах, был в сражении под Вязьмой и среди первых вошёл в очищенные от сильного неприятельского гарнизона Ельню, Монастырщину и Мстиславль. При освобождении Могилёва был тяжело ранен в правый бок пулей навылет и отправлен на лечение в Рославльский госпиталь, награждён орденом Св. Владимира 2-й степени. После излечения в мае 1813 года вышел в отставку и вернулся в Москву, где продолжил исполнять свои обязанности по службе в Сенате.
Скончался 17 марта 1823 года в Москве, похоронен на территории Новодевичьего монастыря.

## Награды
- Орден Святого Георгия 4-й ст. (1789)
- Крест «За взятие Измаила» (1790)
- Золотое оружие «За храбрость» (1791)
- Орден Святого Владимира 3-й ст. (1794)
- Орден Святого Иоанна Иерусалимского (1797)
- Орден Святой Анны 1-й ст. (15 сентября 1801) с алмазами
- Орден Святого Владимира 2-й ст. (1812)